# Lista de soberanos da Boêmia

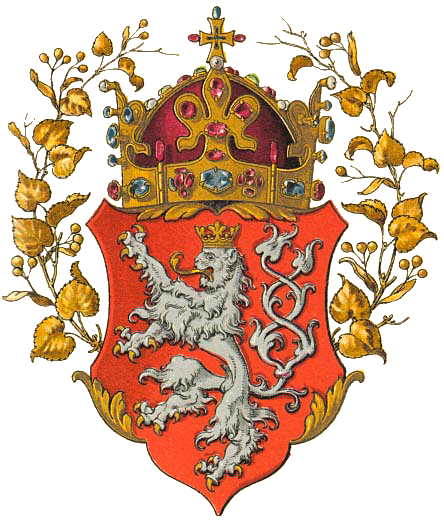
Brasão da Boémia

## Governantes legendários
Lista baseada em Dufresnoy.
- Czeco, 325
- interregno, 352
- Craco I, 369
- Craco II, 418
- Libuse e Premysl, 480

## Duques
Lista baseada em Dufresnoy.
- Mnata, 598
- Vojen, 651
- Vnislav, 689
- Kresomysl, 715
- Neklan, 757
- Hostivit, 809

### Dinastia Premislida
| Nome                                                                 | Retrato         | Nascimento                                                    | Início Reinado            | Fim Reinado               | Território regido              | Casamento(s)                                 | Morte | Notas                                                             |
| -------------------------------------------------------------------- | --------------- | ------------------------------------------------------------- | ------------------------- | ------------------------- | ------------------------------ | -------------------------------------------- | --- | ----------------------------------------------------------------- |
| Borzivógio I                                                         |                 | c. 852 Filho de Hostivit                                      | 870                       | 889                       | Boémia                         | Ludmila da Boémia873 6 filhos                | c. 889 c. 35 anos | Primeiro duque da Boémia historicamente confirmado.               |
| Anexação da Boémia à Grande Morávia (889-894)                        |                 |                                                               |                           |                           |                                |                                              | |                                                                   |
| Espitigneu I                                                         |                 | c. 875 Filho de Borzivógio I e de Ludmila da Boémia           | 894                       | 915                       | Boémia (com Morávia desde 907) | Não casou                                    | 915 c. 40 anos Provavelmente sepultado na Igreja da Virgem Maria                                                                      | Restaurou a soberania da Boémia em relação à Grande Morávia.      |
| Vratislau I                                                          |                 | c. 888 Filho de Borzivógio I e de Ludmila da Boémia           | 915                       | 13 de fevereiro de 921    | Boémia                         | Drahomíra de Stodor c. 906 3 filhos          | 13 de fevereiro de 921 Praga? c. 33 anos Sepultado na Basílica de São Jorge de Praga                                                  |                                                                   |
| Regências de Ludmila da Boémia (921) e Drahomíra de Stodor (921–925) |                 |                                                               |                           |                           |                                |                                              | |                                                                   |
| Venceslau I O Bom                                                    |                 | c. 907 Stochov? Filho de Vratislau I e de Drahomíra de Stodor | 13 de fevereiro de 921    | 28 de setembro de 929/935 | Boémia                         | Não casou                                    | 28 de setembro de 929/935 Stará Boleslav c. 22-28 anos Sepultado na Basílica de São Venceslau em Stará Boleslav, Catedral de São Vito | Conhecido como São Venceslau, patrono das terras checas.          |
| Boleslau I O Cruel                                                   |                 | 915 Praga? Filho de Vratislau I e de Drahomíra de Stodor      | 28 de setembro de 929/935 | 15 de julho de 967/972    | Boémia                         | Biagota? 4 filhos?                           | 15 de julho de 967/972 c. 52-57 | Assassinou o seu antecessor.                                      |
| Boleslau II O Piedoso                                                |                 | c. 940 Praga? Filho de Boleslau I e de Biagota                | 15 de julho de 967/972    | 7 de fevereiro de 999     | Boémia                         | Adiva 4 filhos Emma de Mělník 989 sem filhos | 7 de fevereiro de 999 Praga c. 59 anos Sepultado na Basílica de São Jorge de Praga                                                    | A Morávia é novamente perdida, desta vez, para a Polónia, em 999. |
| Boleslau III O Ruivo O Vermelho O Cego                               |                 | c. 965 Praga Filho de Boleslau II e de Adiva                  | 7 de fevereiro de 999     | Maio de 1002              | Boémia                         | Desconhecido                                 | 1037 c. 72 anos Polónia | Entre 1002 e 1004, a Boémia foi invadida duas vezes pela Polónia. |
| Boleslau III O Ruivo O Vermelho O Cego                               | Janeiro de 1003 | c. 965 Praga Filho de Boleslau II e de Adiva                  | Março de 1003             |                           | Boémia                         | Desconhecido                                 | 1037 c. 72 anos Polónia | Entre 1002 e 1004, a Boémia foi invadida duas vezes pela Polónia. |
| Anexação da Boémia por parte da Polónia (1002-1004)                  |                 |                                                               |                           |                           |                                |                                              | |                                                                   |

### Dinastia Piasta
| Nome                | Retrato | Nascimento                                                        | Início Reinado | Fim Reinado     | Território regido | Casamento(s)                                                                                               | Morte | Notas |
| ------------------- | ------- | ----------------------------------------------------------------- | -------------- | --------------- | ----------------- | --- | --- | --- |
| Vladivoi            |         | c. 981 Filho de Miecislau I da Polónia? e de Doubravka da Boémia? | Maio de 1002   | Janeiro de 1003 | Boémia            | Desconhecido                                                                                               | Janeiro de 1003 c. 22 anos                                                                               | Era provavelmente um membro da dinastia Piasta, talvez o segundo filho de Doubravka da Boémia, filha de Boleslau I da Boémia, e de seu marido, o duque Miecislau I da Polónia, ou um parente distante. Após uma revolta do clã checo Vršovci, os nobres boémios declararam Vladivoi, que já havia fugido para a Polónia, duque em 1002. O historiador checo Dušan Třeštík escreve que Vladivoi assumiu o trono da Boómia com o apoio do duque polaco Boleslau I da Polónia, o Bravo. Em novembro, também obteve o apoio do imperador germânico Henrique II. Após a sua morte, Boleslau I da Polónia, invadiu a Boémia e restaurou Boleslau III no trono, mandando assassinar muitos nobres boémios. |
| Boleslau IV o Bravo |         | c. 967 Filho de Miecislau I da Polónia e de Doubravka da Boémia   | Março de 1003  | 1004            | Boémia            | Hunilda? sem filhos Judite de Hungria? 1 filho Emnilda de Lusatia 992 5 filhos Oda de Meissen 1018 1 filha | 17 de junho de 1025 Cracóvia? c. 58 anos Sepultado na Catedral Basílica de São Pedro e São Paulo, Poznań | |

### Dinastia Premislida
| Nome        | Retrato               | Nascimento                              | Início Reinado        | Fim Reinado           | Território regido | Casamento(s)                        | Morte | Notas |
| ----------- | --------------------- | --------------------------------------- | --------------------- | --------------------- | ----------------- | ----------------------------------- | --- | --- |
| Jaromir     |                       | c. 970 Filho de Boleslau II e de Adiva  | 1004                  | 12 de abril de 1012   | Boémia            | Desconhecido                        | 4 de novembro de 1038 Lysá nad Labem c. 60 anos                                                                       | Em 1004, Jaromir ocupou Praga com um exército alemão e proclamou-se duque da Boémia, restaurando o domínio da família, ainda que reduzido. Como irmãos de Boleslau III, Jaromir e Oldriquetravaram uma luta pelo trono que durou até 1034, quando Ulrich morreu e Jaromir se aposentou (e depois foi assassinado). No entanto, mais terras estavam em jogo, uma vez que a Morávia foi reintegrada na Boémia em 1019, após ter sido reconquistada à Polónia, e dada ao filho de Oldrique. |
| Jaromir     | 9 de novembro de 1034 | c. 970 Filho de Boleslau II e de Adiva  | 1036                  |                       | Boémia            | Desconhecido                        | 4 de novembro de 1038 Lysá nad Labem c. 60 anos                                                                       | Em 1004, Jaromir ocupou Praga com um exército alemão e proclamou-se duque da Boémia, restaurando o domínio da família, ainda que reduzido. Como irmãos de Boleslau III, Jaromir e Oldriquetravaram uma luta pelo trono que durou até 1034, quando Ulrich morreu e Jaromir se aposentou (e depois foi assassinado). No entanto, mais terras estavam em jogo, uma vez que a Morávia foi reintegrada na Boémia em 1019, após ter sido reconquistada à Polónia, e dada ao filho de Oldrique. |
| Oldrique    |                       | c. 975 Filho de Boleslau II e de Adiva  | 12 de abril de 1012   | 9 de novembro de 1034 | Boémia            | Boženac. 1002? 1 filho              | 11 de novembro de 1034 c. 60 anos                                                                                     | Em 1004, Jaromir ocupou Praga com um exército alemão e proclamou-se duque da Boémia, restaurando o domínio da família, ainda que reduzido. Como irmãos de Boleslau III, Jaromir e Oldriquetravaram uma luta pelo trono que durou até 1034, quando Ulrich morreu e Jaromir se aposentou (e depois foi assassinado). No entanto, mais terras estavam em jogo, uma vez que a Morávia foi reintegrada na Boémia em 1019, após ter sido reconquistada à Polónia, e dada ao filho de Oldrique. |
| Oldrique    | 1033                  | c. 975 Filho de Boleslau II e de Adiva  | Morávia               | 9 de novembro de 1034 |                   | Boženac. 1002? 1 filho              | 11 de novembro de 1034 c. 60 anos                                                                                     | Em 1004, Jaromir ocupou Praga com um exército alemão e proclamou-se duque da Boémia, restaurando o domínio da família, ainda que reduzido. Como irmãos de Boleslau III, Jaromir e Oldriquetravaram uma luta pelo trono que durou até 1034, quando Ulrich morreu e Jaromir se aposentou (e depois foi assassinado). No entanto, mais terras estavam em jogo, uma vez que a Morávia foi reintegrada na Boémia em 1019, após ter sido reconquistada à Polónia, e dada ao filho de Oldrique. |
| Bretislau I |                       | 1002-1005 Filho de Oldrique e de Božena | 1019/29               | 1033                  | Morávia           | Judite de Schweinfurt 1020 4 filhos | 10 de janeiro de 1055 Chrudim c. 50-53 Sepultado na Basílica de São Venceslau em Stará Boleslav, Catedral de São Vito | Primeira separação da Morávia da Boémia. O seu pai usurpou o seu lugar por um ano. Após a sua morte, os seus filhos compartilharam a herança. |
| Bretislau I | 9 de novembro de 1034 | 1002-1005 Filho de Oldrique e de Božena | 10 de janeiro de 1055 |                       | Morávia           | Judite de Schweinfurt 1020 4 filhos | 10 de janeiro de 1055 Chrudim c. 50-53 Sepultado na Basílica de São Venceslau em Stará Boleslav, Catedral de São Vito | Primeira separação da Morávia da Boémia. O seu pai usurpou o seu lugar por um ano. Após a sua morte, os seus filhos compartilharam a herança. |
| Bretislau I | 1035                  | 1002-1005 Filho de Oldrique e de Božena | 10 de janeiro de 1055 | Boémia                |                   | Judite de Schweinfurt 1020 4 filhos | 10 de janeiro de 1055 Chrudim c. 50-53 Sepultado na Basílica de São Venceslau em Stará Boleslav, Catedral de São Vito | Primeira separação da Morávia da Boémia. O seu pai usurpou o seu lugar por um ano. Após a sua morte, os seus filhos compartilharam a herança. |

| #                     | Nome                     |  | Início do governo       | Fim do governo          | Cognome(s) | Notas                                                                   |
| --------------------- | ------------------------ |  | ----------------------- | ----------------------- | ---------- | ----------------------------------------------------------------------- |
| 13                    | Espitigneu II            |  | 10 de Janeiro de 1055   | 28 de Janeiro de 1061   |            |                                                                         |
| 14                    | Vratislau II             |  | 28 de Janeiro de 1061   | 14 de Janeiro de 1092   |            |                                                                         |
| 15                    | Conrado I                |  | 14 de Janeiro de 1092   | 6 de Setembro de 1092   |            | Irmão de Vratislau II.                                                  |
| 16                    | Bretislau II             |  | 6 de Setembro de 1092   | 22 de Dezembro de 1100  |            | Sobrinho de Conrado I e filho de Vratislau II.                          |
| Trono vago: 1100-1101 |                          |  |                         |                         |            |                                                                         |
| 17                    | Borzivógio II            |  | 1101                    | 1107                    |            | Governa pela primeira vez. Irmão de Bretislau II                        |
| 18                    | Svatopluk                |  | 1107                    | 21 de Setembro de 1109  | O Leão     | Neto de Bretislau I.                                                    |
| 19                    | Ladislau I               |  | 21 de Setembro de 1109  | 1117                    |            | Irmão de Borzivógio II. Governa pela primeira vez.                      |
| 17                    | Borzivógio II            |  | 1117                    | 1120                    |            | Governa pela segunda vez. Falece em 1124.                               |
| 19                    | Ladislau I               |  | 1120                    | 12 de Abril de 1125     |            | Governa pela segunda vez.                                               |
| 20                    | Sobeslau I               |  | 12 de Abril de 1125     | 14 de Fevereiro de 1140 |            | Irmão de Ladislau I.                                                    |
| 21                    | Ladislau II              |  | 14 de Fevereiro de 1140 | 1172                    |            | Sobrinho de Sobeslau I, filho de Ladislau I. falece em 1174.            |
| 22                    | Frederico I              |  | 1172                    | 1173                    |            | Filho de Ladislau II. Governa pela primeira vez.                        |
| 23                    | Sobeslau II              |  | 1173                    | 1178                    |            | Filho de Sobeslau I.                                                    |
| 22                    | Frederico I              |  | 1178                    | 25 de Março de 1189     |            | Governa pela segunda vez.                                               |
| 24                    | Conrado II Otão          |  | 25 de Março de 1189     | 9 de Setembro de 1191   |            | Bisneto de Conrado I.                                                   |
| 25                    | Venceslau II             |  | 9 de Setembro de 1191   | 1192                    |            | Irmão de Sobeslau II.                                                   |
| 26                    | Otacar I                 |  | 1192                    | 1193                    |            | Filho de Ladislau II e irmão de Frederico I. Governa pela primeira vez. |
| 27                    | Henrique I Bretislau III |  | 1193                    | 19 de Junho de 1197     |            | Primo de Otacar I                                                       |
| 28                    | Ladislau III Henrique II |  | 19 de Junho de 1197     | 1197                    |            | Irmão de Otacar falece em 1222.                                         |
| 26                    | Otacar I                 |  | 1197                    | 1198                    |            | Governa pela segunda vez. Em 1198, torna-se rei da Boémia.              |

## Reis

### Dinastia Premislida
| # | Nome          |  | Início do governo      | Fim do governo         | Cognome(s) | Notas |
| - | ------------- |  | ---------------------- | ---------------------- | ---------- | ----- |
| 1 | Otacar I      |  | 1197                   | 15 de Dezembro de 1230 |            |       |
| 2 | Venceslau I   |  | 15 de Dezembro de 1230 | 23 de Setembro de 1253 |            |       |
| 3 | Otacar II     |  | 23 de Setembro de 1253 | 26 de Agosto de 1278   |            |       |
| 4 | Venceslau II  |  | 26 de Agosto de 1278   | 23 de Setembro de 1305 |            |       |
| 5 | Venceslau III |  | 23 de Setembro de 1305 | 4 de Agosto de 1306    |            |       |

### Casa Meinardina
| # | Nome       |  | Início do governo      | Fim do governo | Cognome(s) | Notas |
| - | ---------- |  | ---------------------- | -------------- | ---------- | ----- |
| 6 | Henrique I |  | 23 de Setembro de 1306 | 1306           |            |       |

### Casa de Habsburgo
| # | Nome      |  | Início do governo | Fim do governo     | Cognome(s) | Notas |
| - | --------- |  | ----------------- | ------------------ | ---------- | ----- |
| 7 | Rodolfo I |  | 1306              | 3 de Julho de 1307 | O Bom      |       |

### Casa Meinardina
| # | Nome       |  | Início do governo  | Fim do governo       | Cognome(s) | Notas |
| - | ---------- |  | ------------------ | -------------------- | ---------- | ----- |
| 6 | Henrique I |  | 4 de Julho de 1307 | 31 de Agosto de 1310 |            |       |

### Casa de Luxemburgo
| #  | Nome         |  | Início do governo      | Fim do governo         | Cognome(s) | Notas                                            |
| -- | ------------ |  | ---------------------- | ---------------------- | ---------- | ------------------------------------------------ |
| 8  | João         |  | 31 de Agosto de 1310   | 26 de Agosto de 1346   | O Cego     | Também conde do Luxemburgo.                      |
| 9  | Carlos I     |  | 26 de Agosto de 1346   | 29 de Novembro de 1378 |            | Também Imperador Romano-Germânico.               |
| 10 | Venceslau IV |  | 29 de Novembro de 1378 | 16 de Agosto de 1419   |            | Sobrinho de Venceslau I. Também rei da Germânia. |
| 11 | Sigismundo   |  | 16 de Agosto de 1419   | 9 de Dezembro de 1437  |            | também Imperador Romano.                         |

### Casa de Habsburgo
| #  | Nome       |  | Início do governo | Fim do governo         | Cognome(s) | Notas                                                        |
| -- | ---------- |  | ----------------- | ---------------------- | ---------- | ------------------------------------------------------------ |
| 12 | Alberto I  |  | 6 de Maio de 1438 | 27 de Outubro de 1439  |            | Também rei dos romanos 1438-1439, e rei da Hungria 1437-1439 |
| 13 | Ladislau I |  | 1453              | 23 de Novembro de 1457 | O Póstumo  | Também rei da Hungria 1444-1457                              |

### Casa de Poděbrady
| #  | Nome    |  | Início do governo | Fim do governo      | Cognome(s) | Notas |
| -- | ------- |  | ----------------- | ------------------- | ---------- | ----- |
| 14 | Jorge I |  | 1458              | 22 de Março de 1471 |            |       |

### Casa de Hunyadi
| #  | Nome     |  | Início do governo | Fim do governo     | Cognome(s) | Notas |
| -- | -------- |  | ----------------- | ------------------ | ---------- | --- |
| 15 | Matias I |  | 1469              | 6 de Abril de 1490 |            | rei da Hungria, foi coroado como rei rival da Boêmia em 1469. Em 1479 aceitou limitar seu poder a Morávia, Silésia e Lusacia e manter o seu título. |

### Dinastia Jaguelónica
| #  | Nome         |  | Início do governo   | Fim do governo       | Cognome(s) | Notas                                             |
| -- | ------------ |  | ------------------- | -------------------- | ---------- | ------------------------------------------------- |
| 16 | Vladislau II |  | 15 de Julho de 1490 | 13 de Maio de 1516   |            | também rei da Hungria                             |
| 17 | Luís I       |  | 13 de Maio de 1516  | 29 de Agosto de 1526 |            | também rei da Hungria, morto na batalha de Mohács |

### Casa de Habsburgo
| #  | Nome          |  | Início do reinado      | Fim do reinado          | Cognome(s)           | Notas                       |
| -- | ------------- |  | ---------------------- | ----------------------- | -------------------- | --------------------------- |
| 18 | Fernando I    |  | 16 de Dezembro de 1526 | 25 de Julho de 1564     |                      |                             |
| 19 | Maximiliano I |  | 25 de Julho de 1564    | 12 de Outubro de 1576   | O Culto, O Tolerante |                             |
| 20 | Rodolfo II    |  | 12 de Outubro de 1576  | 20 de Janeiro de 1612   |                      |                             |
| 21 | Matias II     |  | 1612                   | 20 de Março de 1619     |                      | Irmão de Rodolfo II         |
| 22 | Fernando II   |  | 20 de Março de 1619    | 15 de Fevereiro de 1637 |                      | Eleito, neto de Fernando I. |

### Casa de Wittelsbach
| #  | Nome         |  | Início do reinado | Fim do reinado | Cognome(s) | Notas                        |
| -- | ------------ |  | ----------------- | -------------- | ---------- | ---------------------------- |
| 23 | Frederico II |  | 1619              | 1620           |            | Monarca rival de Fernando II |

### Casa de Habsburgo
| #  | Nome         |  | Início do reinado       | Fim do reinado          | Cognome(s) | Notas |
| -- | ------------ |  | ----------------------- | ----------------------- | ---------- | --- |
| 22 | Fernando II  |  | 1619                    | 15 de Fevereiro de 1637 |            | Eleito, neto de Fernando I. |
| 24 | Fernando III |  | 15 de Fevereiro de 1637 | 2 de Abril de 1657      |            | |
| 25 | Fernando IV  |  | 16 de Junho de 1647     | 9 de Julho de 1654      |            | |
| 26 | Leopoldo I   |  | 26 de Julho de 1655     | 5 de Maio de 1705       |            | |
| 27 | José I       |  | 23 de Janeiro de 1690   | 17 de Abril de 1711     |            | Co-Imperador com seu pai, Leopoldo I. |
| 28 | Carlos II    |  | 1711                    | 20 de Outubro de 1740   |            | Filho de Leopoldo I, pretendente ao trono espanhol como Carlos III. Veja Guerra da Sucessão Espanhola. E não deixou herdeiros homens. Ver também Guerra de Sucessão Austríaca. |
| 29 | Maria Teresa |  | 20 de Outubro de 1740   | 29 de Novembro de 1780  |            | também Arquiduquesa da Áustria |

### Casa de Wittelsbach
| #  | Nome             |  | Início do reinado | Fim do reinado        | Cognome(s) | Notas |
| -- | ---------------- |  | ----------------- | --------------------- | ---------- | ----- |
| 30 | Carlos Alberto I |  | 1741              | 20 de Janeiro de 1745 |            |       |

### Casa de Habsburgo-Lorena
| #  | Nome             |  | Início do reinado       | Fim do reinado          | Cognome(s) | Notas                                                                                   |
| -- | ---------------- |  | ----------------------- | ----------------------- | ---------- | --------------------------------------------------------------------------------------- |
| 31 | José II          |  | 29 de Novembro 1780     | 20 de Fevereiro de 1790 |            | Exerce a co-regência com sua Mãe, Maria Teresa I, após a morte de seu pai, Francisco I. |
| 32 | Leopoldo II      |  | 20 de Fevereiro de 1790 | 1º de Março de 1792     |            | Irmão de José II.                                                                       |
| 33 | Francisco I      |  | 1º de Março de 1792     | 2 de Março de 1835      |            |                                                                                         |
| 34 | Fernando V       |  | 2 de Março de 1835      | 2 de Dezembro de 1848   |            |                                                                                         |
| 35 | Francisco José I |  | 2 de Dezembro de 1848   | 21 de Novembro de 1916  |            |                                                                                         |
| 36 | Carlos III       |  | 21 de Novembro de 1916  | 16 de Novembro de 1918  |            |                                                                                         |